# 姉小路公景
姉小路 公景（あねがこうじ きんかげ）は、江戸時代前期の公卿。官位は参議、従二位権大納言。

## 経歴
慶長18年（1613年）、室町時代から300年近くにわたって断絶していた閑院流姉小路家を再興した。家禄は200石。寛永9年（1632年）、参議となる。同10年（1633年）1月5日、それまでの正四位上から従三位に進む。慶安4年12月（1652年1月）薨去。
実道・実種の2人の男子がおり、実道は姉小路家の名跡を継ぎ、実種は風早家の祖となっている。娘が数人おり、一人は日向飫肥藩主の伊東祐由の正室となっている。一人は伊達兵部宗勝の嫡男の宗興の正室となり、伊達騒動に連座して伊予吉田藩に預けられた。

## 系譜
- 父：阿野実顕
- 母：吉田兼治の娘
- 養父：姉小路実広
- 妻：忠有の娘
- 妻：西洞院時慶の娘
  - 男子：姉小路実道（1633年 - 1660年）
  - 男子：風早実種（1632年 - 1711年）
  - 男子：山本実富（1645年 - 1703年）
  - 男子：大宮実勝（1649年 - 1686年）
- 生母不詳の子女
  - 女子：伊達宗興室
  - 女子：池田政直室
  - 女子：清岸院（酒井忠清室）
  - 女子：伊東祐由室